# Thursdays with Abie
«Thursdays with Abie» (рус. Четверги с Эйбом) — девятый эпизод двадцать первого сезона мультсериала «Симпсоны», премьера которого состоялась в сети «FOX Network» 3 января 2010 года. Это первый эпизод, показанный в 2010 году и юбилейный, 450-й эпизод мультсериала.
Сценарий к эпизоду написал Дон Пейн, режиссёром стал Майкл Полчино.

## Сюжет
Эйб знакомится с журналистом по имени Маршалл Голдман, сидя на чучеле акулы в парке. Эйбу нравится, что Маршалла заинтересовали его несмешные анекдоты, после чего он рассказывает ему о временах, когда ему довелось сидеть на настоящей акуле во время второй мировой войны. Маршалл публикует рассказ Эйба в «Спрингфилдском еженедельнике». В своём следующем рассказе Эйб рассказывает Маршаллу о том, как ему доводилось чистить обувь Кларку Гейблу на спрингфилдском вокзале и о том, как Эйб дал ему экземпляр «Унесённых ветром» и до сих пор помнит должок за актёром. Маршалл публикует этот рассказ, после чего популярность Эйба стремительно растёт. Гомер решает навестить отца в доме престарелых, но Эйб его прогоняет, говоря, что Гомер пришёл к нему лишь потому, что он стал популярен. После Гомер решает найти себе суррогатного отца, который тоже знал бы много историй и делился бы с ним.
Гомер идёт к мистеру Бернсу, и записывает его рассказ, подобно Маршаллу, а потом идёт в редакцию «Спрингфилдского еженедельника» с просьбой опубликовать его статью. В редакции «Спрингфилдского еженедельника» Гомер заходит в кабинет Маршалла и обнаруживает его статью, которую он намерен представить для получения Пулитцеровской премии. Поскольку в статье говорилось об Эйбе как о покойнике, Гомер решает, что Маршалл задумал убить его отца. Гомер приезжает на вокзал, но Эйб и Маршалл уже уехали на экскурсионном поезде, на вокзале которого Эйб когда-то чистил людям обувь за деньги. С помощью Ленни и Карла Гомер заглядывает в окно и видит, как Маршалл достаёт пистолет. Гомер начинает драться с Маршаллом, тем самым разбудив спящего в это время Эйба, который прибегает к помощи стоп-крана, отчего Маршалл падает, а сверху на него сваливаются коробки со шляпками, и он отключается. Гомер с отцом помирились.
Тем временем Барт получает возможность забрать к себе домой на выходные игрушечную овечку Ларри, достающуюся одному из учеников каждую неделю. Его произвольным образом выбрала мисс Крабаппл(она позаботилась чтобы никто не смог отменить этот выбор). Барт не заботится должным образом о Ларри, после чего Лиза предлагает взять на себя заботу о Ларри. Однако она случайно роняет его в канализацию. Барт с помощью Лизы спускается в канализацию, чтобы достать Ларри. Найдя его, он использует его, чтобы проскользнуть по трубе от крыс, из-за чего Ларри рвётся. Однако в финальной сцене Ларри всё-таки цел (его зашили).

## Критика
При премьерном показе в воскресенье, 3 января, эпизод посмотрело порядка 8.65 миллионов зрителей, что почти на 25 % больше, чем предыдущий эпизод. Эпизод обогнал по рейтингу среди анимационных сериалов FOX’а такие мультсериалы, как «Гриффины», «Американский папаша!» и «Шоу Кливленда». Эпизод занял второе место по рейтингу среди транслировавшихся в это время на различных американских телеканалах передач, уступив лишь только «Футбольной Америке» на NBC. Эпизод получил позитивную оценку от обозревателя IGN Роберта Каннинга, давшего ему оценку 8.4/10. Каннинг также отметил: «В общем, эпизод был довольно удачным, сделанным в лучших традициях симпсоновских шуток».

## Интересные факты
- Когда Мардж смотрела фотографии, то номер машины на фотографии был точно такой же, как и код этой серии.